# カイロ日本文化センター

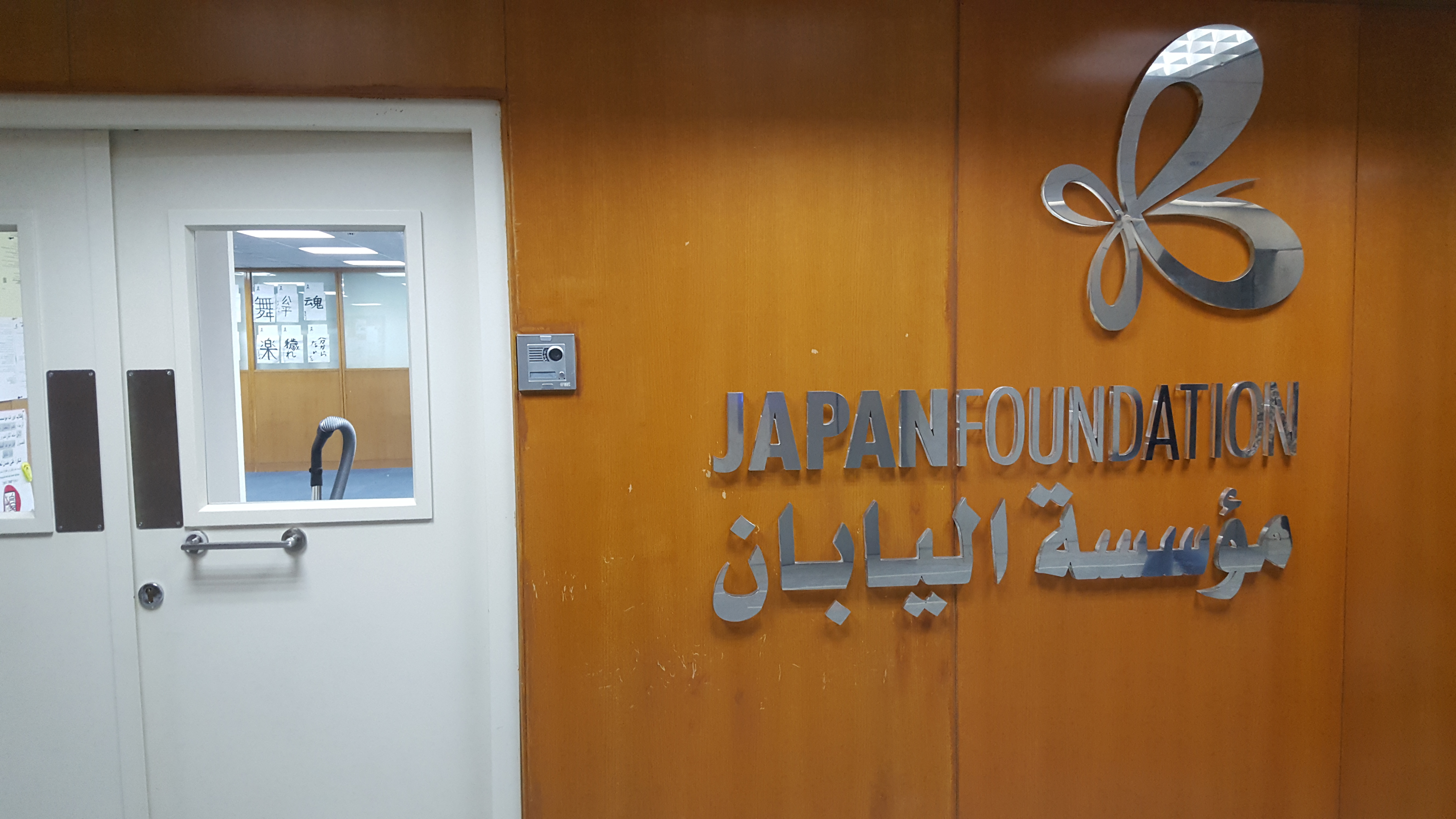
カイロ日本文化センターの入り口

カイロ日本文化センター（アラビア語: المركز الثقافي الياباني بالقاهرة、英語: Japanese Cultural Center in Cairo / Japanese Culture Center in Cairo）は、国際交流基金が運営する、中東・北アフリカのイスラーム圏における日本文化発信や日本語教育の拠点である。
アラビア語と英語では、2008年以降も旧称の国際交流基金カイロ事務所（アラビア語: مؤسسة اليابان مكتب القاهرة、英語: Japan Foundation Cairo Office）あるいは国際交流基金カイロ（アラビア語: مؤسسة اليابان بالقاهرة、英語: Japan Foundation, Cairo）として言及されることも少なくない。

## 沿革
- 1995年、エジプトのカイロに国際交流基金カイロ事務所が開設された[6]。
- 1998年、国際交流基金がカイロ事務所に日本語教育専門家を派遣開始[7]。
- 2001年、在エジプト日本国大使館からエジプト日本語教育振興会を引き継ぐ[8]。
- 2007年、日本語教育振興会から国際交流基金カイロ事務所へ運営移管[8]。
- 2008年、和文名称が国際交流基金カイロ事務所からカイロ日本文化センターに変更された[8]。